# Ivo Maček
Pour les articles homonymes, voir Maček.
Ivo Maček, né le 24 mars 1914 à Sušak et mort le 26 mai 2002, est un éminent pianiste, compositeur, professeur, éditeur et académicien croate.

## Biographie
Son père est professeur d'histoire et de géographie. En 1922, il commence son éducation musicale avec un professeur privé, Vjekoslav Rosenberg-Ružić (1870–1954). Dès l'année suivante, il continue à étudier le piano avec Rosenberg-Ružić à l'École de musique junior de Zagreb, puis à l'École de musique secondaire (1927-1931), puis au Lycée de l'Académie nationale de musique de Zagreb. En 1934, un an seulement après avoir obtenu son diplôme de l'école secondaire de musique classique de Zagreb, il passe un certificat de piano, sa spécialité, en remportant le prix Vjekoslav Klaić de l'Institut croate de musique en tant que meilleur élève de l'année.

## Œuvres
- Intermezzo pour piano (1935)
- Improvisation pour piano (1937)
- Prélude et Toccata pour piano (1987)

## Enregistrement
- L'Œuvre pour violon et piano – Silvia Mazzon, violon ; Goran Filipec, piano (Grand piano)